# 10 Anos (canção)
"10 Anos" é uma canção do cantor sertanejo brasileiro Gusttavo Lima, lançado em 7 de maio de 2014 sendo o quarto single do álbum Do Outro Lado da Moeda. A música tem uma levada romântica e retrata o sofrimento de uma pessoa inconformada com o fim do relacionamento, envolvendo um período de dez anos. A canção foi regravada no álbum O Embaixador (2018) com um ritmo de forró.

## Composição
A canção foi escrita por Diego Ferreira, Everton Mattos e Samuel Deolli. Nesse trabalho, o sertanejo abriu caminho para explorar seu lado mais romântico, como também vimos em outra música de trabalho anterior, "Diz Pra Mim".

## Videoclipe
Gusttavo Lima aparece em um cenário escuro, no qual se destacam apenas uma poltrona –  onde ele começa cantando – e um microfone com um estilo mais antigo, que ganha destaque a partir da metade do vídeo. Em tom triste, o cantor dispara versos como "Nosso amor não acabou /  e ainda digo mais / Vou te fazer lembrar de tudo / que me prometeu há 10 anos [atrás] [sic]". No vídeo, os fãs encontram uma apresentação solo e bastante intimista, criando um ambiente perfeito para os corações apaixonados.  A divulgação do filme aconteceu no dia 7 de maio de 2014 e já possui mais de 200 mil visualizações no Youtube.

## Lista de faixas
| Download digital no iTunes |           |         |  |
| N.º                        | Título    | Duração |  |
| 1.                         | "10 Anos" | 3:44    |  |

## Desempenho nas paradas
| Paradas (2014)                            | Melhor posição |
| ----------------------------------------- | -------------- |
| Brasil - Billboard Brasil Hot 100 Airplay | 24             |